# Sieniawa (gmina)
Sieniawa – gmina miejsko-wiejska w Polsce w województwie podkarpackim, w powiecie przeworskim. W latach 1975–1998 gmina administracyjnie należała do województwa przemyskiego.
Siedziba gminy to Sieniawa.
Według danych z 30 czerwca 2004 gminę zamieszkiwały 6852 osoby. Natomiast według danych z 31 grudnia 2019 roku gminę zamieszkiwało 7041 osób.

## Struktura powierzchni
Według danych z roku 2002 gmina Sieniawa ma obszar 127,31 km², w tym:
- użytki rolne: 52%
- użytki leśne: 38%

Gmina stanowi 18,23% powierzchni powiatu.

## Historia
Utworzona 1 sierpnia 1934. W jej skład weszły następujące dotychczasowe gminy wiejskie: Dąbrowica, Dybków, Leżachów, Piskorowice, Rudka, Wylewa.
10 września 1934 roku gmina Sieniawa została podzielona na gromady: Dąbrowica, Dybków, Leżachów, Piskorowice, Rudka, Wylewa.
W 1954 roku na mocy reformy administracyjnej gminę zniesiono, a w jej miejsce utworzono gromady: Czerce, Leżachów, Wylewa.
1 stycznia 1960 roku zniesiono gromady Czerce, Leżachów i Wylewa, a ich obszar włączono no nowo utworzonej gromady Sieniawa.
1 stycznia 1973 roku w miejsce zniesionej gromady Sieniawa, utworzono gminę Sieniawa.

## Władze miasta i gminy
Burmistrzowie miasta i gminy:
1990–1998. Franciszek Woś.
1998–2006. Wacław Mikulski.
2006–2024. Adam Woś.
2024– nadal Witold Mrozek.

## Demografia
Dane z 31.12.2017 roku
| Opis                              | Ogółem | Ogółem | Kobiety | Kobiety | Mężczyźni | Mężczyźni |
| --------------------------------- | ------ | ------ | ------- | ------- | --------- | --------- |
| jednostka                         | osób   | %      | osób    | %       | osób      | %         |
| populacja                         | 7 022  | 100    | 3 483   | 49,6    | 3539      | 50,4      |
| gęstość zaludnienia (mieszk./km²) | 55     | 55     | 27      | 27      | 28        | 28        |

- Piramida wieku mieszkańców gminy Sieniawa w 2014 roku[1]

## Miejscowości gminy
| Sołectwo        | Ludność | Sołtys                  | Parafia                                         | Szkoła              | Geodezyjny identyfikator obrębu ewidencyjnego |
| --------------- | ------- | ----------------------- | ----------------------------------------------- | ------------------- | --------------------------------------------- |
| Miasto Sieniawa | 2 100   | burmistrz Witold Mrozek | Parafia Wniebowzięcia NMP                       | Szkoła podstawowa   | 181407_4.0010                                 |
| Czerce          | 413     | Jerzy Dziki             | kościół filialny MB Częstochowskiej             | Szkoła zlikwidowana | 181407_5.0001                                 |
| Czerwona Wola   | 489     | Patryk Ciurko           | kościół filialny MB Królowej Polski             | Szkoła podstawowa   | 181407_5.0002                                 |
| Dobra           | 468     | Adam Solski             | Parafia NSPJ                                    | Szkoła zlikwidowana | 181407_5.0003                                 |
| Dybków          | 819     | Agnieszka Paluch        |                                                 |                     | 181407_5.0004                                 |
| Leżachów        | 484     | Marian Czercowy         | kościół filialny Podwyższenia Krzyża Świętego   | Szkoła zlikwidowana | 181407_5.0005                                 |
| Paluchy         | 148     | Jan Kogut               |                                                 |                     | 181407_5.0006                                 |
| Pigany          | 569     | Mariusz Bartuś          | kościół filialny św. Maksymiliana Marii Kolbego |                     | 181407_5.0007                                 |
| Rudka           | 648     | Bogusława Czajkowska    | kościół filialny Nawiedzenia NMP                | Szkoła podstawowa   | 181407_5.0008                                 |
| Wylewa          | 747     | Dariusz Florek          |                                                 | Szkoła podstawowa   | 181407_5.0009                                 |

## Sąsiednie gminy
Adamówka, Jarosław, Leżajsk, Tryńcza, Wiązownica